# Atropoides
Atropoides är ett släkte av ormar som ingår i familjen huggormar.
Släktets medlemmar är med en längd omkring en meter och en kraftig bål små till medelstora ormar. De lever i regnskogar och molnskogar i Centralamerika. Arterna äter groddjur, kräldjur och mindre däggdjur. Det giftiga bettet är så vid känt inte dödligt för människor. Honor föder levande ungar (ovovivipari).
Arter enligt Catalogue of Life:
- Atropoides nummifer
- Atropoides olmec
- Atropoides picadoi

The Reptile Database listar ytterligare tre arter:
- Atropoides indomitus
- Atropoides mexicanus
- Atropoides occiduus